# Franco Calamandrei
Franco Calamandrei (Firenze, 21 settembre 1917 – Roma, 26 settembre 1982) è stato un partigiano, giornalista e politico italiano.

## Biografia

### Origini e formazione

Franco Calamandrei negli anni della militanza nei GAP

Figlio di Ada Cocchi e Piero Calamandrei, ricevette, soprattutto dal padre, un'educazione raffinata e antifascista. A 17 anni conseguì la maturità classica a pieni voti al Liceo Michelangiolo. Iscritto ai Gruppi universitari fascisti, nel 1935 partecipò ai Littoriali di Roma del 1935 per il GUF di Firenze e si classificò nella sezione Arte. Nel 1937 studiò alla Scuola di diritto internazionale de L'Aia, materia su cui si laureò in legge a Firenze nel 1939. 
Risalgono a quest'epoca i primi forti dissapori col padre, bandiera dell’antifascismo. Decide, infatti, di non seguire la consolidata tradizione giuridica di famiglia, non volendone sapere di lavorare nel rinomato studio Calamandrei in Borgo degli Albizi, passato di padre in figlio, né in nessun altro studio legale. La sua passione è scrivere. Da questo interesse, rivolto alla letteratura, nasce la sua collaborazione a riviste letterarie quali Rivoluzione e Campo di Marte e la decisione di trasferirsi a Roma nel 1939 per laurearsi in Lettere con Pietro Paolo Trompeo. Vinto un concorso come archivista, lavora all'Archivio di Stato di Napoli e poi a quello di Venezia, dove, l'8 settembre 1943 lo colse l'armistizio.

### La militanza nella Resistenza

Franco Calamandrei (sesto da sinistra in alto) fra i gappisti romani nel 1944

Si impegnò immediatamente nella resistenza romana, discutendo la scelta con il padre Piero, che era inizialmente su posizioni attendiste.
Si trasferisce a Roma ed entra in contatto con i GAP, di cui diviene caposettore militare e responsabile del GAP "Garibaldi", che insieme al GAP "Pisacane" componeva il raggruppamento GAP "Centrale" (di Roma-Centro).
La sua area operativa era la III zona (quartieri Flaminio e Salario), dove abitava (in casa dello scrittore Vasco Pratolini) con la fidanzata e futura moglie Maria Teresa Regard, anch'ella partigiana dei GAP con il nome di «Piera»; si diede il nome di battaglia di «Cola». Partecipò a numerose azioni di propaganda e di guerriglia tra cui:
- "Comizio volante" a Piazza Fiume (7 novembre 1943)
- Lancio di tre bombe contro l'Hotel Flora, sede del comando e di un tribunale tedeschi 18 dicembre 1943

«Tu cerchi in me non tanto quello che ci accomuna, che ci avvicina, che ci rende fratelli, oltre che padre e figlio, ma quello che ci mette in contraddizione, che ci oppone, che ci separa (...) È questa tua prevenzione (reciproca, indubbiamente, ma più forte ed esasperata da parte tua) che rende difficili i nostri rapporti».
Franco, scrivendo al padre Piero da Roma, nel febbraio del 1940
L'azione più importante, sul piano militare e politico, fu l'attentato di via Rasella contro un reparto del Polizeiregiment "Bozen", il 23 marzo 1944. Era lui che, dall'angolo di via del Boccaccio, vedendo arrivare i militari, diede a Rosario Bentivegna il segnale per accendere la miccia dell'ordigno esplosivo. Fu catturato a causa della delazione del gappista Guglielmo Blasi che, arrestato durante un furto, denunciò alla banda Koch quasi tutti i partigiani che conosceva. Calamandrei riuscì poi a fuggire in modo rocambolesco dalla pensione Jaccarino, sede della banda Koch, e il 20 maggio trovò rifugio nel Seminario del Laterano, dov'erano già ospitati altri antifascisti. Per la sua attività nella Resistenza gli fu conferita la Medaglia d'argento al valor militare.

### Attività politica e morte
Dopo la fine della guerra di liberazione italiana, Franco Calamandrei è stato redattore de Il Politecnico di Elio Vittorini e poi de l'Unità. Per l'organo del PCI è stato corrispondente da Londra (1950-1953), inviato speciale in Cina (1953-1956) e nel Vietnam (1954). È stato membro del Comitato Centrale del PCI, di cui ha diretto il settore stampa e propaganda.
Fu eletto per la prima volta senatore nel maggio del 1968 (V Legislatura) e fu rieletto nella VI, VII e VIII. È stato vice presidente della Commissione Esteri del Senato, della Commissione bicamerale d'inchiesta sulla P2 e della Commissione del Consiglio d'Europa per i rapporti con i Parlamenti nazionali.
Muore pochi giorni dopo aver compiuto 65 anni nel settembre del 1982, da parlamentare in carica.